# Mes Excentricités, Vol. 1
Mes Excentricités, Vol. 1 es el nombre del primer EP grabado por la cantautora española Mónica Naranjo. Fue lanzado al mercado bajo el sello discográfico Sony Music el 11 de octubre de 2019. Contiene sus éxitos Doble corazón y Libre amar. Canciones que combinan electrónica avanzada con guitarras y arreglos orquestales. Incluye la canción Le Psychiatrique, que es una suite de más de 13 minutos con elementos de todas las canciones del EP. A modo de ópera, la cantante da un repaso a su historia familiar, desde la época de sus abuelos hasta la actualidad.
Este trabajo de Mónica Naranjo se vio continuado, un año más tadre, por un segundo EP, titulado Mes Excentricités, Vol. 2.

## Lista de canciones
| Edición estándar |                              |                                    |                               |          |  |
| N.º              | Título                       | Letras                             | Música                        | Duración |  |
| 1.               | «Le Psychiatrique»           | José Manuel Navarro · Israel Ramos | Mónica Naranjo · Pepe Herrero | 13:26    |  |
| 2.               | «Doble Corazón»              | José Manuel Navarro                | Mónica Naranjo · Pepe Herrero | 4:50     |  |
| 3.               | «Libre Amar»                 | Israel Ramos                       | Mónica Naranjo · Pepe Herrero | 3:55     |  |
| 4.               | «Nana»                       | Israel Ramos                       | Mónica Naranjo · Pepe Herrero | 2:51     |  |
| 5.               | «Libre Amar» (Remix)         | Israel Ramos                       | Mónica Naranjo · Pepe Herrero | 3:35     |  |
| 6.               | «Doble Corazón» (Radio Edit) | José Manuel Navarro                | Mónica Naranjo · Pepe Herrero | 3:21     |  |
| 31:58            |                              |                                    |                               |          |  |

## Historial de lanzamientos
| País   | Fecha                 | Formato               | Discografía |
| ------ | --------------------- | --------------------- | ----------- |
| España | 11 de octubre de 2019 | LP y descarga digital | Sony Music  |
|        | 11 de octubre de 2019 | Descarga digital      | Sony Music  |